# IATF 16949
L'IATF 16949 est une norme concernant la démarche Qualité dans l'industrie automobile. Elle a été élaborée par l’IATF (en) (International Automotive Task Force), l’ISO l'ayant validé et publié au début sous forme de spécification technique (TS pour Technical specification) : ISO/TS 16949.
Cette norme décrit les processus pour le développement et la fabrication de composants pour l'automobile.
Pour respecter cette norme, les fournisseurs doivent suivre certaines procédures propres à la construction d'automobiles, par exemple concernant les échantillons. Des outils de gestion de la qualité comme l’AMDEC sont aussi recommandés, particulièrement en vue d'assurer le contrôle permanent des produits. Le Measurement System Analysis (MSA) est un exemple de système offrant ces possibilités.

## Historique
Publiée en 1999, la première version de l'ISO/TS 16949 a réalisé la synthèse de quelques normes nationales : américaine avec QS9000, française avec EAQF 94, allemande avec VDA 6.1 et italienne avec l'AVSQ 94. 
La deuxième version a été publiée en 2002 (ISO/TS 16949:2002).
La troisième version (ISO/TS 16949:2009) est une copie de la norme ISO 9001:2008 complétée d'exigences spécifiques. 
En 2016, elle est devenue obsolète car remplacée par la publication de la première version de la norme IATF 16949:2016,,.
L’IATF a également mis en place un schéma de certification propre à l'industrie automobile, garantissant la reconnaissance des certificats ISO/TS 16949 dans l'ensemble de la filière, supprimant ainsi progressivement le recours aux certificats spécifiques nationaux préexistant dans le secteur automobile et évitant le besoin de certifications multiples et redondantes pour les fournisseurs internationaux.